# Calvaire d'Arbrefontaine
Le calvaire d'Arbrefontaine  est une série d'édicules qui marquent les 14 stations du chemin de croix de Jésus-Christ. Le chemin se termine par une chapelle. Édifié au XVIIIe siècle le long d'un chemin creux à la sortie septentrionale du village d'Arbrefontaine, dans la province de Liège (Belgique), l'ensemble religieux est classé au patrimoine immobilier de Wallonie.  

## Situation
Situé à Arbrefontaine, cet ensemble religieux longe la rue en côte nommée 'Le Calvaire' sur environ 150 m.

## Description
Il s'agit d'un chemin de croix érigé en extérieur, ce qui est rare en Wallonie où les chemins de croix sont généralement placés à l'intérieur des édifices religieux. Réalisé au cours du XVIIIe siècle, il se compose des douze premières stations réalisées sous la forme d'édicules de face rectangulaire en schiste blanchi laissant apparaître l'étape de la station derrière une petite ouverture grillagée et rectangulaire. Elles sont couvertes d'une épaisse dalle de schiste en pente vers l'arrière. Ces douze stations se succèdent à flanc de talus, sur le côté droit du chemin creux dans le sens de la montée. Les deux dernières stations se trouvent devant la chapelle et au haut de quelques marches. Elles ont la même forme que les douze premières. 
A l'extrémité du chemin de croix se trouve une chapelle qui est également bâtie en pierre de schiste blanchi. Elle possède une porte d'entrée cintrée et une toiture en cherbins (ardoises locales). Près de la chapelle, une croix de schiste porte l'inscription : IHS.AN MEMOIR DE LA MORT ET PASSION DE IESUS CHRIST PRIÉ POUR LES TREPASÉ. F.1736. Z
.

## Classement
Le calvaire est repris sur la liste du patrimoine immobilier classé de Lierneux depuis le 20 avril 1982.